# Marcelo Tosatti
Marcelo Wormsbecker Tosatti (Curitiba, 1983) è un informatico brasiliano ed è stato il maintainer delle serie stabili del kernel Linux 2.4 a partire dalla 2.4.16, pubblicata il 26 novembre 2001.

## Biografia
Marcelo è cresciuto a Curitiba e ha lavorato per la Conectiva per sei anni, durante questo periodo si è dedicato alla programmazione del kernel. Nel luglio 2003 si è trasferito a Porto Alegre dove ha lavorato per la Cyclades Corporation. Da maggio 2006, Marcelo lavora per la Red Hat.